# العلاقات الأوغندية التركية
العلاقات الأوغندية التركية هي العلاقات الثنائية التي تجمع بين أوغندا وتركيا.

## مقارنة بين البلدين
هذه مقارنة عامة ومرجعية للدولتين:
| وجه المقارنة                                              | أوغندا                        | تركيا         |
| --------------------------------------------------------- | ----------------------------- | ------------- |
| المساحة (كم2)                                             | 241.04 ألف                    | 783.56 ألف    |
| عدد السكان (نسمة)                                         | 42.86 مليون                   | 80.14 مليون   |
| الكثافة السكانية (ن./كم²)                                 | 177.81                        | 102.28        |
| العاصمة                                                   | كامبالا                       | أنقرة         |
| اللغة الرسمية                                             | لغة إنجليزية، اللغة السواحلية | اللغة التركية |
| العملة                                                    | شيلينغ أوغندي                 | ليرة تركية    |
| الناتج المحلي الإجمالي (بليون دولار)                      | 25.89 مليار                   | 851.10 مليار  |
| الناتج المحلي الإجمالي (تعادل القوة الشرائية) بليون دولار | 72.25 مليار                   | 1.57 تريليون  |
| الناتج المحلي الإجمالي الاسمي للفرد دولار أمريكي          | 705                           | 9.12 ألف      |
| الناتج المحلي الإجمالي للفرد دولار أمريكي                 | 1.77 ألف                      | 19.79 ألف     |
| مؤشر التنمية البشرية                                      | 0.483                         | 0.761         |
| رمز المكالمات الدولي                                      | +256                          | +90           |
| رمز الإنترنت                                              | .ug                           | .tr           |
| المنطقة الزمنية                                           | ت ع م+03:00                   | ت ع م+03:00   |

## مدن متوأمة
في ما يلي قائمة باتفاقيات التوأمة بين مدن أوغندية وتركية:
- ترتبط Oyam, Uganda [الإنجليزية]‏ مع هكاري باتفاقية توأمة.

## منظمات دولية مشتركة
يشترك البلدان في عضوية مجموعة من المنظمات الدولية، منها:
| علم المنظمة | اسم المنظمة                               | تاريخ انضمام أوغندا | تاريخ انضمام تركيا |
| ----------- | ----------------------------------------- | ------------------- | ------------------ |
|             | مؤسسة التنمية الدولية                     | 27 سبتمبر 1963      | 22 ديسمبر 1960     |
|             | يونسكو                                    | 9 نوفمبر 1962       | 4 نوفمبر 1946      |
|             | وكالة ضمان الاستثمار متعدد الأطراف        | 10 يونيو 1992       | 3 يونيو 1988       |
|             | الأمم المتحدة                             | 25 أكتوبر 1962      | 24 أكتوبر 1945     |
|             | الفريق المعني برصد الأرض                  | ?                   | ?                  |
|             | الاتحاد البريدي العالمي                   | ?                   | ?                  |
|             | البنك الدولي للإنشاء والتعمير             | 27 سبتمبر 1963      | 11 مارس 1947       |
|             | منظمة التعاون الإسلامي                    | ?                   | 25 سبتمبر 1969     |
|             | منظمة حظر الأسلحة الكيميائية              | ?                   | ?                  |
|             | الاتحاد الدولي للاتصالات                  | 8 مارس 1963         | 1866               |
|             | مؤسسة التمويل الدولية                     | 27 سبتمبر 1963      | 19 ديسمبر 1956     |
|             | المركز الدولي لتسوية المنازعات الاستشارية | 14 أكتوبر 1966      | 2 أبريل 1989       |
|             | منظمة التجارة العالمية                    | ?                   | 26 مارس 1995       |
|             | منظمة الشرطة الجنائية الدولية             | ?                   | ?                  |
|             | البنك الإفريقي للتنمية                    | ?                   | ?                  |

## وصلات خارجية
- موقع وزارة الخارجية الأوغندية
- موقع وزارة الخارجية التركية